# Lijst van beelden in Oldenzaal
Dit is een (onvolledige) chronologische lijst van beelden in Oldenzaal. Onder een beeld wordt hier verstaan elk driedimensionaal kunstwerk in de openbare ruimte van de Nederlandse gemeente Oldenzaal, waarbij beeld wordt gebruikt als verzamelbegrip voor sculpturen, standbeelden, installaties, gedenktekens en overige beeldhouwwerken.
| Geplaatst | Omschrijving                | Kunstenaar                        | Straat                 | Plaats    | Materiaal                           | Afbeelding |
| --------- | --------------------------- | --------------------------------- | ---------------------- | --------- | ----------------------------------- | ---------- |
| 1955      | Herdenkingsmonument 1940-45 | Jan Schoenaker                    | Prins Bernhardstraat   | Oldenzaal |                                     |            |
| 1967      | Boeskoolmenneke             | Jan Kip                           | Spoorstraat            | Oldenzaal |                                     |            |
| 1997      | Vader en zoon Borghuis      | Frank Letterie                    | Kerkstraat/Ganzenmarkt | Oldenzaal |                                     |            |
| 2003      | Twee haasjes                | Iris Le Rütte                     | Park Kalheupink        | Oldenzaal |                                     |            |
| 2003      | Iucundi acti labores        | Iris Le Rütte                     | Park Kalheupink        | Oldenzaal |                                     |            |
| 2013      | Lichtvoetig                 | Helga Kock am Brink               | Park Kalheupink        | Oldenzaal |                                     |            |
| 2015      | Sintimonument               | Berend Seiger                     | Herdenkingstuin        | Oldenzaal | Brons                               |            |
| 2019      | Sintimonument Social Sofa   | Sabine Achterbergh, Galit Brassem | Poortstraat 22         | Oldenzaal | Beton; versiering: mozaïeksteentjes |            |
| 2022      | Quick '20 1920-2020         | Bert Ankoné                       | Primulastrat 15        | Oldenzaal |                                     |            |